# يزيد ذو القفا
يزيد بن عصاصة النهمي. لُقب بذي القفا لسيف كان له بحد واحد وقفًا وهو أحد شعراء همدان المجاهيل في الجاهلية. مجموع ما نعرفه هو 3 أبيات منه، بيتان في الطويل، وبيت في الرجز.